# قبة الفداوية
قبة الفداوية أنشأها الأمير يشبك من مهدى خلال الفترة 884-886 هجرية (1479-1481) ميلادية، أحد أمراء المماليك الجراكسة، وكان في الأصل أحد مماليك الظاهر أبو سعيد جقمق، وتقلب في عهده في عدة وظائف، وعين كاشفا للصعيد في عهد الظاهر خوشقدم، وفي أيام السلطان قايتباى وصل إلى أرقى المناصب فعين دويدارا وأسندت إليه أيضا الوزارة والاستادارية (نظام الخاصة الملكية) 
وصار صاحب الأمر والنهى في الدولة، وكان يشبك محبا للعلوم والفنون شغوفا بالعمارة والتنظيم، فعمل على إصلاح الطرق وتوسيعها وتجميل الوجهات المطلة عليها، وقد كانت المنطقة الواقعة شمال حى الحسينية الآن مشتملة على كثير من المقابر والدور، فأمر بهدمها وأقام بهذه المنطقة منشآت عديدة لم يبق منها سوى القبة التي نتكلم عنها الآن، وقد أنشأها سنة 884 هجرية، وتوفى الأمير يشبك سنة 885 هجرية (1480)م، 
ولما تكمل بعض أعمال بداخلها، إذ يقول ابن إياس إن الملك الأشرف قايتباى زارها في سنة 886 هجرية (1481) م وأمر الأمير تغرى بردى بأن يكمل عمارتها.

## وصفه
منظر القبة من الخارج بسيط وقاعدتها المربعة مبنية بالحجر وبوجهتها القبلية المدخل، والقبة مبنية بالطوب وليس بها زخارف سوى صف من الشبابيك المعقودة والمفتوحة برقبتها، ويتوصل إلى المدخل ببعض درجات من الرخام وتغطيه مقرنصات جميلة كتب بأسفلها آية قرآنية ثم اسم قايتباى وأدعية له، كما كتب اسم قايتباى أيضا في طراز مكتوب على يمين ويسار المدخل وهذا المدخل يؤدى إلى مربع فسيح طول ضلعه 14.30 متر تغطيه القبة، وأهم ما يلفت النظر فيها منطقة الانتقال من المربع إلى استدارة القبة، فهى تتكون - في كل ركن من أركان المربع- من عقد كبير ينتهى بمقرنصات ويحتضن طاقية مزخرفة أسفلها طاقتان، وهذا النظام يختلف تمام الاختلاف عن نظرائه في القباب المعاصرة لهذه القبة، إذ نجد في هذه القباب عموما مقرنصات متعددة الحطات تنقل المربع إلى الاستدارة.
هذا ويعلو منطقة الانتقال في هذه القبة طراز مكتوب به آيات قرآنية وأدعية للملك الأشرف قايتباى وفي نهايته تاريخ حج قايتباى سنة 884 هجرية كما يغطى القبة ومنطقة الانتقال زخارف من الجص الملون.
ويقوم مربع القبة على طابق أرضى مكون من ثلاث قاعات مستطيلة مغطاة بقبوات وبالجهة البحرية منه سلم يؤدى إلى أرضية القبة.
وقد أمر الأمير يشبك بإزالة القبور والدور الممتدة بين العباسية وحى الحسينية وأن يقام مكانها مناظر (جمع منظرة وهي استراحة للنزهة) وحوض كبير وقبة كبيرة أمامها بساتين ومشاتل. وأقام إلى الجنوب من هذه القبة تربة كبيرة ألحق بها مساكن للصوفيه وشيخهم، وبنى تجاه التربة مسجدا وسبيلا وحوضا لشرب الدواب ثم شق ترعة كبيرة لتوصيل المياه إلى البساتين حتى صارت المنطقة من أبهج المتنزهات.
وكان الغرض الأصلى من إنشاء هذه القبة هو أن تكون منظرة ينزل بها يشبك أو السلطان للراحة والرياضة وأقيم بها محراب للصلاة.

## اصل التسمية
عرف الحى الذي يقع بين حى العباسية والحسينية باسم القبة الفداوية وغلبت هذه التسمية على اسم السلطان قايتباى وعلى اسم الأمير يشبك. والفداوية هي طائفة من الشيعة الإسماعيلية، يعتقدون كما يقول ابن فضل الله العمرى (أن كل من ملك مصر كان ظهيرا لهم ولذلك يرون إتلاف نفوسهم في طاعته. وكان لمشايعتهم هذه لملوك مصر أكبر الأثر في إرهاب أعدائهم. وكان من تقاليدهم أن من جبن عن أداء رسالته أو هرب.
قتله أهله، ولا يبالى الفداوى أن يؤدى رسالته ولو قتل بعدها. وقد ورد قوانين دواوين المماليك البحرية أنه كان يدخل في اختصاص رئيس ديوان الإنشاء النظر في أمر الفداوية، وكان لملوك الإسلام عناية كبيرة بهم. وممن عنى بهم الملك الظاهر بيبرس البندقدارى، فقد عهد إليهم ببعض الأعمال في الحروب التي خاضها ضد المغول في عين جالوت وفي معاركه ضد الصليبيين والتي كتب له النصر فيها جميعا وكذلك عنى بهم الملك الأشرف خليل بن قلاوون والناصر محمد بن قلاوون فرتبوا لم المرتبات والهبات الكثيرة وخلعوا عليهم الخلع كما قرروا لهم دورا ومساكن خاصة).
وقد عرفت طائفة الفداوية في البلاد العربية والإسلامية باسم الإسماعيلية أما بلاد الفرنجة فقد كانت تطلق عليهم الحشيشية. وأما في مصر فقد عرفوا بالفداوية وذلك لاسترخاصهم الحياة في سبيل سيادتهم الروحية، وقد أنشأ لهم الأمير يشبك مساكن بجانب القبة فعرفت القبة باسمهم ومن بعدها الحى كله. وفي القرن الثامن الهجري عرفت طوائف الفداوية باسم (المجاهدين ") كما أطلق على كبيرهم (اتابك المجاهدين). وفي القرن الثاني عشر الهجري كانوا يسمون كبيرهم والمتحدث باسمهم (مقدم الفداوية) أو شيخ الفداوية، بل إنهم بلغوا من الشهرة أن كان يطلق لقب الفداوية على الأشداء من الرجال.
أما القبة الثانية التي أنشأها الأمير يشبك سنة 884، والتي ما تزال قائمة حتى اليوم بحى القبة، فقد نسبت خطأ إلى السلطان الغورى، ونشأ هذا الخطأ أن السلطان كان كثير التردد عليها للنزهة. وقد بنى الناس قرية جديده حول هذه القبة في القرن الحادي عشر الهجري، أي في العصر العثماني عرفت باسم قرية القبة نسبة إليها، ومن هنا أتى اسم الأحباء المعروفة الآن باسم حدائق القبة وسراى القبة وحمامات القبة وكوبرى القبة من ضواحى القاهرة الشمالية.